# Партенопей
Партенопей (на гръцки: Παρθενοπαιος) в древногръцката митология според Виргилий е син на аркадската ловджийка Аталанта и Мелеагър (или Арес). Той е един от седмината предводители в похода срещу Тива (Походът на епигоните). На щита му бил изобразен сфинкс. Описван е от древните автори като много млад. Според Есхил се заклева да разори Тива, даже въпреки волята на Зевс. Умира по време на щурма на града.
Аполодор различава двама герои на името Партенопей:
1) Партенопей, втори син на Талай и Лизимаха, брат на Адраст, Пронакс, Мекистей, Аристомах и Ерифил. Син на Партенопей е бил Промах, който заедно с епигоните взима участие в поход срещу Тива.
2) Партенопей, син на Меланион от Аркадия (или на Арес), роден от Аталанта. Той е един от седемте вождове в похода срещу Тива. В Немейските игри става победител в стрелбата с лък. В Тива настъпва пред „вратите на Електра“. Убит в единичен бой от Амфидик, Аполодор пише „но както съобщава Еврипид, Партенопей е убит от Периклимен“, сина на Посейдон".